# Точки Торрічеллі

Побудова точки Торрічеллі для трикутників з кутами, що не перевершують 120°.

Точки Торрічеллі — дві точки, з яких усі сторони трикутника видно або під кутом 60°, або під кутом 120°. Ці точки в трикутнику — «парні». Іноді ці точки називають точками Ферма або точками Ферма-Торрічеллі.
- Дві точки Торрічеллі — це точки перетину відрізків, що з'єднують вершини трикутника:
  - з відповідними вільними вершинами рівносторонніх трикутників, побудованих на протилежних сторонах трикутника (назовні) — перша точка Торрічеллі;
  - з відповідними вільними вершинами правильних трикутників, побудованих на протилежних сторонах всередину трикутника — друга точка Торрічеллі.

## Властивості
- Перша точка Торрічеллі — точка трикутника, з якої всі сторони видно під кутом 120° (за визначенням).
- Перша точка Торрічеллі має найменшу суму відстаней до вершин трикутника. Вона існує тільки в трикутниках з кутами, меншими 120°; при цьому вона єдина і, отже, є окремим випадком точки Ферма, яка існує в будь-якому трикутнику.
- Дві точки Торрічеллі і точка Лемуана лежать на одній прямій.
- Точки Торрічеллі ізогонально спряжені точкам Аполлонія.
- Побудуємо дві прямі, кожна з яких проходить через точку Аполлонія та точку Торрічеллі, відмінну від ізогонально спряженої їй. Такі прямі перетнуться в точці перетину медіан (у центроїді трикутника).
- Теорема Лестер[1]. У будь-якому різнобічному трикутнику дві точки Торрічеллі, центр дев'яти точок і центр описаного кола лежать на одному колі.

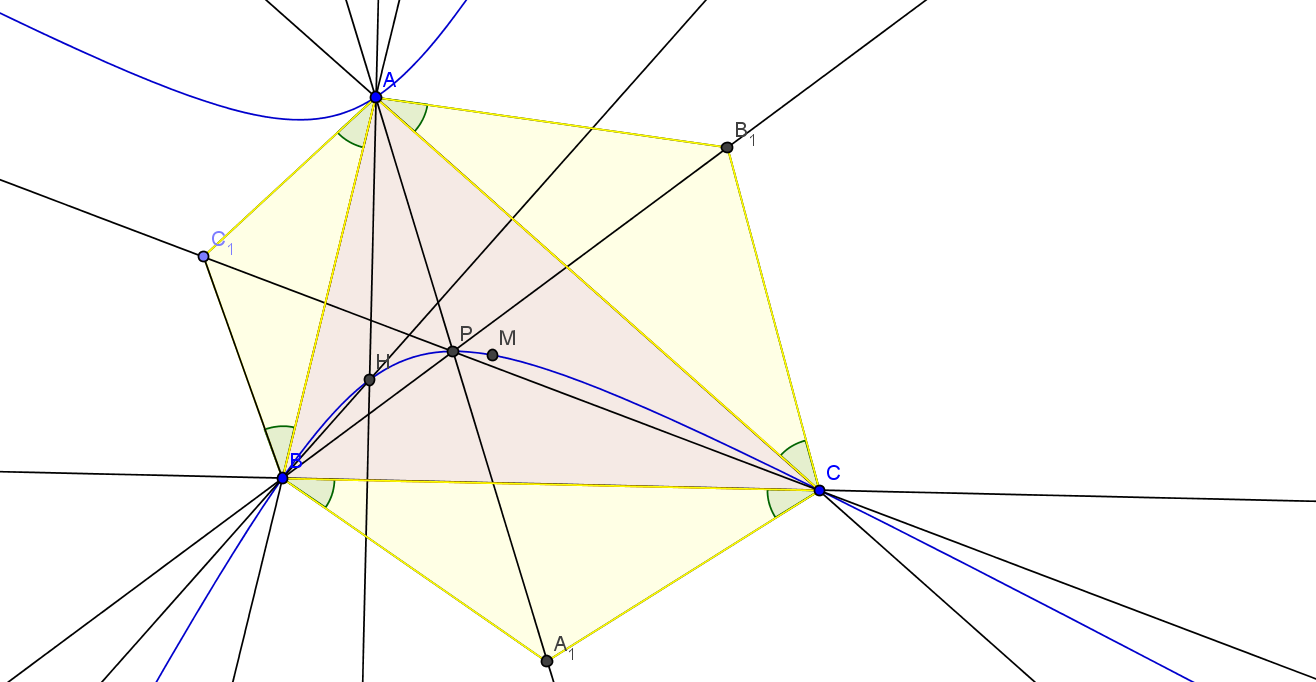
Гіпербола Кіперта

- Гіпербола Кіперта — описана гіпербола, що проходить через центроїд трикутника і ортоцентр. Якщо на сторонах трикутника побудувати подібні рівнобедрені трикутники (назовні або всередину), а потім з'єднати їхні вершини з протилежними вершинами початкового трикутника, то три таких прямих перетнуться в одній точці, що лежить на гіперболі Кіперта. Зокрема, на цій гіперболі лежать точки Торрічеллі і точки Наполеона (точки перетину чевіан, що з'єднують вершини з центрами побудованих на протилежних сторонах правильних трикутників)[2].

## Зауваження
На першому малюнку справа центри трьох рівносторонніх трикутників самі є вершинами нового рівностороннього трикутника (теорема Наполеона). Крім того, {\displaystyle AA'=BB'=CC'}.